# Hamburg Ladies & Gents Cup
Der Hamburg Ladies & Gents Cup (bis 2021 ITF Future Nord) war ein kombiniertes Tennisturnier für Damen und Herren in Hamburg. Es wurde zuletzt ab Mitte Oktober auf den Hartplätzen der Tennishalle des Hamburger Tennis-Verbandes beim Marienthaler THC ausgetragen. Bei den Damen war es Teil der ITF Women’s World Tennis Tour und bei den Herren Teil der ATP Challenger Tour. Das Turnier wird seit 2020 aus dem Haushalt der Freien und Hansestadt Hamburg bezuschusst. 2024 wurde es als reines Damenturnier als Ladies Cup ausgetragen.

## Geschichte
Das Turnier wurde 2016 als Freiluftturnier auf der Sandplatz-Anlage des TC an der Schirnau in Kaltenkirchen in der Nachfolge des Horst-Schröder-Pokals unter dem Namen ITF Future Nord eingerichtet. Der Name Nord bezog sich auf die sechs veranstaltenden Landesverbände des Deutschen Tennis Bundes, die Träger der Regionalliga Nord-Ost sind. Nach Ausbruch der COVID-19-Pandemie konnte das Turnier 2020 nicht in Kaltenkirchen stattfinden und wurde stattdessen im Herbst auf den Hartplätzen der Tennishalle des Hamburger Tennis-Verbandes beim Marienthaler THC als reines Herrenturnier ohne Zuschauer ausgetragen. 2021 fand das Turnier am selben Ort wieder als kombiniertes Damen- und Herrenturnier statt. 2022 wurde das Budget noch einmal erheblich aufgestockt und der Turniername, da nun auch die ATP beteiligt wurde, in Hamburg Ladies & Gents Cup geändert. 2024 wurde das Turnier nur noch als Hamburg Ladies Cup 2024 für Damen ausgetragen.

## Endspiele

### Herren

#### Einzel
| Jahr                             | Sieger                  | Finalgegner       | Ergebnis  |
| -------------------------------- | ----------------------- | ----------------- | --------- |
| ↓ Kategorie: ITF $10.000 ↓       |                         |                   |           |
| 2016                             | Grégoire Jacq           | Yannick Maden     | 3:6, 3:2r |
| ↓ Kategorie: ITF $15.000 ↓       |                         |                   |           |
| 2017                             | Bernabé Zapata Miralles | Nik Razboršek     | 6:4, 7:5  |
| 2018                             | Dimitar Kusmanow        | Marvin Möller     | 6:2, 6:3  |
| 2019                             | Daniel Altmaier         | Christian Lindell | 6:1, 6:3  |
| ↓ Kategorie: ITF W25 ↓           |                         |                   |           |
| 2020                             | Kacper Żuk              | Tseng Chun-hsin   | 6:4, 7:64 |
| 2021                             | Jakub Paul              | Henri Squire      | 6:4, 6:2  |
| ↓ Kategorie: ATP Challenger 80 ↓ |                         |                   |           |
| 2022                             | Alexander Ritschard     | Henri Laaksonen   | 7:5, 6:5r |
| ↓ Kategorie: ATP Challenger 50 ↓ |                         |                   |           |
| 2023                             | Illja Martschenko       | Dennis Novak      | 6:2, 6:3  |

#### Doppel
| Jahr                             | Sieger                                  | Finalgegner                           | Ergebnis         |
| -------------------------------- | --------------------------------------- | ------------------------------------- | ---------------- |
| ↓ Kategorie: $10.000 ↓           |                                         |                                       |                  |
| 2016                             | Gábor Borsos Ádám Kellner               | Jonas Lütjen Timon Reichelt           | 7:69, 6:4        |
| ↓ Kategorie: ITF $15.000 ↓       |                                         |                                       |                  |
| 2017                             | Tom Kočevar-Dešman Nik Razboršek        | Johannes Härteis Louis Weßels         | 6:3, 6:2         |
| 2018                             | Roy Sarut de Valk Nerman Fatić          | Dominik Böhler Christian Hirschmüller | 7:5, 4:6, [10:8] |
| 2019                             | Daniel Dutra da Silva Christian Lindell | Petr Nouza Michael Vrbenský           | 6:3, 6:0         |
| ↓ Kategorie: ITF W25 ↓           |                                         |                                       |                  |
| 2020                             | Viktor Durasovic Markus Eriksson        | Raul Brancaccio Mark Vervoort         | 6:3, 5:7, [11:9] |
| 2021                             | Leandro Riedi Yannik Steinegger         | Viktor Durasovic Wladyslaw Orlow      | 6:3, 6:2         |
| ↓ Kategorie: ATP Challenger 80 ↓ |                                         |                                       |                  |
| 2022                             | Treat Huey Max Schnur                   | Dustin Brown Julian Lenz              | 7:66, 6:4        |
| ↓ Kategorie: ATP Challenger 50 ↓ |                                         |                                       |                  |
| 2023                             | Dennis Novak Akira Santillan            | Alexandru Jecan Mick Veldheer         | 6:4, 3:6, [10:3] |

### Damen

#### Einzel
| Jahr                       | Siegerin            | Finalgegnerin       | Ergebnis      |
| -------------------------- | ------------------- | ------------------- | ------------- |
| ↓ Kategorie: ITF $10.000 ↓ |                     |                     |               |
| 2016                       | Katharina Hobgarski | Lisa Matviyenko     | 6:3, 6:3      |
| ↓ Kategorie: ITF $15.000 ↓ |                     |                     |               |
| 2017                       | Katharina Gerlach   | Magali Kempen       | 6:4, 7:62     |
| 2018                       | Jule Niemeier       | Vlada Ekshibarova   | 7:5, 6:2      |
| 2019                       | Yūki Naitō          | Clara Tauson        | 4:6, 6:4, 6:0 |
| 2020: nicht ausgetragen    |                     |                     |               |
| ↓ Kategorie: ITF W25 ↓     |                     |                     |               |
| 2021                       | Antonia Ružić       | Tímea Babos         | 6:1, 4:1r     |
| ↓ Kategorie: ITF W60 ↓     |                     |                     |               |
| 2022                       | Rebeka Masarova     | Ysaline Bonaventure | 6:4, 6:3      |
| 2023                       | Julija Awdejewa     | Ella Seidel         | 6:4, 7:62     |

#### Doppel
| Jahr                       | Siegerinnen                          | Finalgegnerinnen                        | Ergebnis         |
| -------------------------- | ------------------------------------ | --------------------------------------- | ---------------- |
| ↓ Kategorie: ITF $10.000 ↓ |                                      |                                         |                  |
| 2016                       | Katharina Hobgarski Julia Wachaczyk  | Bianka Békefi Charlotte Römer           | 6:4, 6:2         |
| ↓ Kategorie: ITF $15.000 ↓ |                                      |                                         |                  |
| 2017                       | Lisa Ponomar Albina Xabibulina       | Gabriella Da Silva Fick Magali Kempen   | 6:4, 6:0         |
| 2018                       | Anna Gabric Katharina Gerlach        | Vlada Ekshibarova Swjatlana Piraschenka | 6:2, 5:7, [10:8] |
| 2019                       | Gabriella Da Silva Fick Anna Klasen  | Oana Georgeta Simion Albina Xabibulina  | 6:4, 7:5         |
| 2020: nicht ausgetragen    |                                      |                                         |                  |
| ↓ Kategorie: ITF W25 ↓     |                                      |                                         |                  |
| 2021                       | Kamilla Bartone Ylena In-Albon       | Olivia Gadecki Sada Nahimana            | 6:4, 6:3         |
| ↓ Kategorie: ITF W60 ↓     |                                      |                                         |                  |
| 2022                       | Miriam Kolodziejová Jesika Malečková | Veronika Erjavec Malene Helgø           | 6:4, 6:2         |
| 2023                       | Tayisiya Morderger Yana Morderger    | Julija Awdejewa Jekaterina Maklakowa    | 6:1, 6:4         |

## Turnierdirektoren
- 2016: Björn Kroll
- 2017: Henner Steiner
- seit 2018: Björn Kroll